# Erinocarpus nimmonii
Erinocarpus nimmonii là một loài thực vật có hoa trong họ Cẩm quỳ. Loài này được J.Graham mô tả khoa học đầu tiên năm 1839.